# Championnats du monde d'Ironman 2022
Navigation
Édition précédente Édition suivante
Les championnats du monde d'Ironman 2022 se déroulent les 6 et 8 octobre 2022 à Kailua-Kona dans l'État d'Hawaï. Ils sont organisés par la World Triathlon Corporation. C'est la 45e édition de l'épreuve historique du triathlon longue distance.

## Contexte
L'édition 2022 du championnat du monde se déroule sur le site historique de l'épreuve à kailua-Kona, après une année d'interruption due à la crise du Covid-19 et une année délocalisé sur le continent pour la première fois depuis la création de l'épreuve. La grande nouveauté de la 45e édition fait suite à de nombreuses plaintes des triathlètes féminines professionnelles, celle-ci dans la course mixte traditionnelle étant souvent pénaliser par la règles relevant de l'interdiction de l'aspiration-abri (drafting). Les féminines se trouvant prises souvent entre les élites masculines et des flots de triathlètes des groupes d'âges. Pour résoudre ce problème récurrent, l'organisation met en place deux courses distinctes, les féminines concourent le jeudi 6 octobre et les masculins le samedi 9 octobre.
Chez les femmes, Daniela Ryf fait office de grande favorite, championne en titre, quintuple vainqueur de l'épreuve, elle totalise 10 titres de championne du monde Ironman et Ironman 70.3. L'Allemande Anne Haug, championne 2019 ; titre qu'elle remporte en 8 h 40 min 10 s et en réalisant le meilleur temps marathon des femmes en 2 h 51 min 7 s s'inscrit comme une prétendante au titre. La Britannique Lucy Charles-Barclay trois fois seconde sur la compétition, malgré une fracture de fatigue de la hanche au début de 2022, espère passer la ligne d'arrivée en tête pour la première fois. Sarah Crowley, Skye Moench, Lisa Norden, Chelsea Sodaro, bien que moins expérimentées sur la course de Kona, s'inscrivent comme de sérieuses prétendantes au podium.
Chez les hommes, malgré l'absence de quelques triathlètes de renom tels, Jan Frodeno et Alistair Brownlee, le plateau professionnel est parmi les plus relevés de l'histoire de la compétition. Les Norvégiens Kristian Blummenfelt tenant du titre, Gustav Iden champion du monde d'Ironman 70.3, le Canadien Lionel Sanders multiple vainqueur sur la distance ou encore l'Allemand Patrick Lange double vainqueur de l'épreuve en 2016 et 2017, s'inscrivent dans la perspective d'une course de très haut niveau.

## Résumé de course

### Course femmes, la surprise Chelsea Soldaro
La course réservée aux triathlètes féminines ouvre l'édition 2022, 42 professionnelles et 2 500 amatrices des groupes d'âges, prennent le départ des 46e championnats du monde d'Ironman, dans une baie où les courants extérieurs sont assez forts, après une pluie matinale. Comme à son habitude, la Britannique Lucy Charles-Barclay s'impose sur la partie natation en 50 min 57 s. Elle est suivie par d'autres spécialistes de cette étape comme l'Américaine Lauren Brandon, la Néo-Zélandaise Rebecca Clarke, ou la Brésilienne Pâmella Oliveira. Un premier groupe de poursuivantes sort à trois minutes, avec notamment l'Australienne Sarah Crowley, les Américaines Chelsea Sodaro, Skye Moench et la Suédoise Lisa Norden. Les favorites, les Allemandes Anne Haug, Laura Philipp et la quintuple championne du monde, la Suissesse Daniela Ryf sortent à sept minutes du groupe de tête,.
À la sortie de la première transition, Lucy Charles-Barclay et sa compatriote Fenella Langridge prennent les commandes de la partie vélo et restent en tête pendant les premières heures de cette épreuve. Sarah Crowley et Laura Phillip dans le groupe des poursuivantes se voit attribuer des pénalités de cinq minutes pour drafting. Mais toutes ces compétitrices ne peuvent pas résister au retour en force de la championne en titre Daniela Ryf qui reprend la tête de courses à quelques kilomètres de l'arrivée de l'étape. Au commencement de la partie marathon, les dix premières du classement final ont un maximum de sept minutes d'écart, laissant toutes les chances de victoires à chacune d'entre elles,.
Sortie première de la seconde transition, Daniela Ryf est rapidement reprise par Lucy Charles Barclay qui s'installe en tête de la course. Chealsa Sodaro qui ne participe qu'au deuxième Ironman de sa carrière et pour la première fois à celui d'Hawaï reprend Daniela Ryf qui semble atteinte par les efforts importants consentis lors de la partie vélo et se lance à la grande surprise de tous les commentateurs à la poursuite de la première. C'est au passage de l'autoroute Queen Ka'ahumanu que la « débutante » (Rookie) Chealsa Sodaro reprend la Britannique et s'installe en tête de la course. Elle conforte sous la chaleur grimpante du circuit pédestre son avance et dispose de cinq minutes sur ses poursuivantes au 32e kilomètres du marathon. Sans faiblir, elle maintient cette avance et passe la ligne en vainqueur en 8 h 33 min 46 s, à la plus grande joie et à la surprise des supporters américains qui voient une native du pays remporter le titre. La dernière victoire d'une native datant de 1995, par sa compatriote Karen Smyers. Offrant pour l'occasion un nouveau titre féminin aux États-Unis, 26 ans après la dernière victoire américaine en 1996, avec Paula Newby-Fraser. Elle s'inscrit également dans l'histoire de la compétition à l'image de Chrissie Wellington, qui en 2000, comme elle, remporte le titre pour sa première participation à cette épreuve internationale

## Résultats du championnat du monde
« Top 10 » de l'édition 2022,.

### Hommes
| Pos.               | Temps           | Nom                  | Pays | Détail temps | Détail temps | Détail temps    | Détail temps | Détail temps    |
| Pos.               | Temps           | Nom                  | Pays | Natation     | T1           | Cyclisme        | T2           | Course à pied   |
| ------------------ | --------------- | -------------------- | ---- | ------------ | ------------ | --------------- | ------------ | --------------- |
| Médaille d'or      | 7 h 40 min 20 s | Gustav Iden          |      | 48 min 23 s  | 2 min 21 s   | 4 h 11 min 6 s  | 2 min 22 s   | 2 h 36 min 15 s |
| Médaille d'argent  | 7 h 42 min 24 s | Sam Laidlow          |      | 48 min 16 s  | 2 min 42 s   | 4 h 4 min 36 s  | 2 min 12 s   | 2 h 44 min 20 s |
| Médaille de bronze | 7 h 43 min 23 s | Kristian Blummenfelt |      | 48 min 20 s  | 2 min 19 s   | 4 h 11 min 16 s | 2 min 10 s   | 2 h 39 min 21 s |
| 4                  | 7 h 44 min 24 s | Max Neumann          |      | 48 min 25 s  | 2 min 0 s    | 4 h 11 min 30 s | 2 min 36 s   | 2 h 40 min 14 s |
| 5                  | 7 h 54 min 5 s  | Joe Skipper          |      | 52 min 55 s  | 2 min 25 s   | 4 h 11 min 11 s | 2 min 8 s    | 2 h 45 min 26 s |
| 6                  | 7 h 55 min 40 s | Sebastian Kienle     |      | 52 min 58 s  | 2 min 27 s   | 4 h 9 min 11 s  | 2 min 21 s   | 2 h 48 min 45 s |
| 7                  | 7 h 55 min 52 s | Léon Chevalier       |      | 52 min 54 s  | 2 min 31 s   | 4 h 9 min 5 s   | 1 min 56 s   | 2 h 49 min 28 s |
| 8                  | 7 h 56 min 38 s | Magnus Ditlev        |      | 49 min 29 s  | 2 min 33 s   | 4 h 13 min 38 s | 2 min 30 s   | 2 h 48 min 11 s |
| 9                  | 7 h 56 min 58 s | Clément Mignon       |      | 49 min 50 s  | 2 min 45 s   | 4 h 15 min 14 s | 3 min 11 s   | 2 h 46 min 0 s  |
| 10                 | 7 h 58 min 20 s | Patrick Lange        |      | 49 min 42 s  | 2 min 15 s   | 4 h 21 min 52 s | 2 min 34 s   | 2 h 41 min 59 s |

### Femmes
| Pos.               | Temps           | Nom                  | Pays | Détail temps | Détail temps | Détail temps    | Détail temps | Détail temps    |
| Pos.               | Temps           | Nom                  | Pays | Natation     | T1           | Cyclisme        | T2           | Course à pied   |
| ------------------ | --------------- | -------------------- | ---- | ------------ | ------------ | --------------- | ------------ | --------------- |
| Médaille d'or      | 8 h 33 min 46 s | Chelsea Sodaro       |      | 54 min 48 s  | 2 min 37 s   | 4 h 42 min 8 s  | 2 min 31 s   | 2 h 51 min 45 s |
| Médaille d'argent  | 8 h 42 min 22 s | Lucy Charles-Barclay |      | 50 min 57 s  | 2 min 32 s   | 4 h 43 min 12 s | 2 min 8 s    | 3 h 2 min 49 s  |
| Médaille de bronze | 8 h 42 min 22 s | Anne Haug            |      | 57 min 58 s  | 2 min 13 s   | 4 h 41 min 49 s | 2 min 26 s   | 2 h 57 min 57 s |
| 4                  | 8 h 50 min 31 s | Laura Philipp        |      | 57 min 54 s  | 2 min 18 s   | 4 h 45 min 27 s | 3 min 20 s   | 3 h 1 min 33 s  |
| 5                  | 8 h 54 min 43 s | Lisa Nordén          |      | 54 min 42 s  | 2 min 24 s   | 4 h 42 min 25 s | 2 min 33 s   | 3 h 12 min 41 s |
| 6                  | 8 h 56 min 26 s | Fenella Langridge    |      | 51 min 42 s  | 2 min 16 s   | 4 h 43 min 25 s | 2 min 36 s   | 3 h 16 min 30 s |
| 7                  | 9 h 1 min 58 s  | Sarah Crowley        |      | 54 min 40 s  | 2 min 20 s   | 4 h 55 min 3 s  | 2 min 50 s   | 3 h 6 min 56 s  |
| 8                  | 9 h 2 min 26 s  | Daniela Ryf          |      | 57 min 52 s  | 2 min 21 s   | 4 h 36 min 11 s | 2 min 19 s   | 3 h 23 min 45 s |
| 9                  | 9 h 4 min 31 s  | Skye Moench          |      | 54 min 52 s  | 2 min 34 s   | 4 h 44 min 36 s | 2 min 52 s   | 3 h 19 min 38 s |
| 10                 | 9 h 7 min 49 s  | Laura Siddall        |      | 58 min 9 s   | 2 min 43 s   | 4 h 46 min 58 s | 2 min 28 s   | 3 h 17 min 34 s |